# Johann Drexel
Johann Drexel (* 8. November 1844 in Hohenems; † 11. Oktober 1905 in Feldkirch) war ein österreichischer Politiker und Lehrer. Drexel war von 1897 bis 1905 Abgeordneter zum Abgeordnetenhaus des österreichischen Reichsrats.

## Leben und Wirken
Johann Drexel wurde am 8. November 1844 in der Vorarlberger Stadt Hohenems als Sohn des Bäckermeisters Michael Drexel und seiner Frau Paulina (geb. Rosenfeld) geboren. Er besuchte die Lehrerausbildung im „Präparandenkurs“ an der Hauptschule Bregenz in den Jahren 1863/64 sowie an der k.k. Musterhauptschule Innsbruck in den Jahren 1864/65. Obwohl er sein Studium nicht abschloss, wurde er in weiterer Folge als Lehrer eingestellt. Zunächst war Johann Drexel ab 1868 Lehrer in Lingenau im Bregenzerwald, anschließend ab 1871 in Feldkirch. Von 1877 bis 1897 war er Direktor der Volksschule Feldkirch.
In seiner beruflichen Tätigkeit als Lehrer entfaltete Johann Drexel auch erste politische Betätigung: Er war Mitbegründer und Obmann der freiheitlichen Landes-Lehrerorganisation und Mitglied des Bezirksschulrates von 1876 bis 1897. Schließlich wurde er auch Leiter der deutschfreiheitlichen Landesorganisation, Mitbegründer des „Deutsch-freisinnigen Vereins für Vorarlberg“, Obmann des „Deutschen Volksvereins“ und Hauptleitungsmitglied der „Südmark“. Von 1891 bis 1900 war er gewählter Mandatar in der Gemeindevertretung von Feldkirch. 
Bei der Reichsratswahl 1897 wurde Johann Drexel von den Vorarlberger Städten und der Vorarlberger Handels- und Gewerbekammer als deren Kurien-Abgeordneter ins Abgeordnetenhaus des Österreichischen Reichsrats gewählt. Dabei folgte er dem langjährigen Abgeordneten Johann Georg Waibel nach. Im Reichsrat schloss sich Drexel der Deutschen Volkspartei an und nahm besonders zu Schulfragen Stellung, wobei er sich insbesondere gegen die Bevormundung der Schule durch die Kirche aussprach. Bei der Reichsratswahl 1901 wurde er erneut von seiner Kurie gewählt und blieb damit Reichsratsabgeordneter bis zu seinem Tod am 11. Oktober 1905.